# SD戰國傳 天下統一篇

天下統一篇是「SD戰國傳」終章，之後由「新SD戰國傳」承接。

## 故事內容
故事講述在「風林火山篇」一役中，由於「八絃之陣」影響下，穿越時空、回到過去的荒烈驅主，正在思索身處何方之際，遇見正在尋找「地之鎧」主人的鳳凰、雷頑馱無兄弟。此時，「地之鎧」從木箱中跌下，更裝在荒烈驅主身上，令其成為「新荒烈驅主」。原本歷史上不曾出現的「天雷地」三武將，因為荒烈驅主出現，而得以集合。歷史，自此發生翻天覆地的改變。
三武將既然齊集，鳳凰變成「初代大將軍」，為尋找更強力量，大將軍與雷頑馱無兩人，到各地尋找傳說中的「四獸王」——獅、隼、龍、犀頑馱無。千辛萬苦之下終於集齊四件神器。
大戰過後，新荒烈驅主認為已消滅黑魔神，決定返回未來（新荒烈驅主本來的時空）。百之進根據神秘繪卷設計圖所示，製作能穿越時空的武器「武者璽威武裝」。他亦乘此離開。
然而，當新荒烈驅主到達後，發現天地城殘破不堪，到處死寂荒涼。此時，作為自己影武者的「影荒烈驅主」前來，表明身份後，向他講述自己回到過去期間、黑魔神被打敗，非但沒有帶來和平，頑馱無軍團更加被闇軍團打敗，三代目大將軍戰死的事情，並帶其到大將軍墓前。新荒烈驅主悲慟不已，為著徹底改變歷史，決定再次乘坐「璽威武裝」，回到過去，以集合二代目、三代目大將軍，協助初代大將軍。
另一方面，被打敗的黑魔神，亦穿越未來，更與之合體，變成「黑魔神闇皇帝」。兩大魔頭聯手，初代大將軍陷於苦戰。為挽回戰局，四獸王將力量傳送予初代大將軍，使之巨大化。然而仍無法消滅黑魔神闇皇帝。
正在頑馱無軍團處於下風時，吸取頑馱無結晶而變成大將軍（四代目大將軍）的新荒烈驅主，與二代目、三代目大將軍趕至。最後四大將軍齊集，將黑魔神闇皇帝消滅。自此歷史改變，天下統一，頑馱無軍團、時隱之國合併，「天宮之國」成立。

## 人物介紹

### 頑馱無軍團

#### 三武將
天界之主「天空武人」麾下三名護衛，分別是「天、地、雷」三人。傳說只要集齊三武將之力，便可斬妖除魔。荒烈驅主穿越時空前，初代大將軍正由於未發現地之鎧繼承者，最終招致敗績。
- 新荒烈驅主／四代目大將軍（RX-78NT-1 Gundam "Alex"）

與「風林火山篇」共通的主角。「風林火山篇」中，大將軍率領眾人使用「八紘之陣」，以消滅闇皇帝之際，衝擊令荒烈驅主穿越時空，回到過去。途經的鳳凰、雷頑馱無兄弟，將倒在路旁的荒烈驅主救起，這時藏於行李中的「地之神器」突然裝在荒烈驅主身上，使荒烈驅主成為「新荒烈驅主」。
後來，頑馱無軍團軍師百之進，按照古繪卷設計圖，製作成超時空兵器「武者璽威武裝」。荒烈驅主為改變頑駄無軍團戰敗的歷史，決定以此穿越時空，回到原本屬於自己的時代。然而當荒烈驅主抵達殘破的天地城、遇見自己的影武者「影荒烈驅主」時，才得知三代目大將軍，在他穿越時空後已經陣亡，武者們則各散東西。荒烈驅主詫異之餘，為著改變歷史，乃乘坐璽威武裝，到各大將軍所在時代，聯合三大將軍回到過去。而荒烈驅主在得到頑馱無結晶之力後，更進化成「四代目大將軍」。
必殺技為陽炎斬。
- 鳳凰頑馱無→初代目頑馱無大將軍（GUNDAM 5號機→原創）

雷頑馱無之兄。「天之神器」擁有者。後來成為初代目大將軍。
在原有歷史中，鳳凰成功進化成初代大將軍。然而由於作為天地雷三武將之一「地之鎧」繼承者，始終未有出現，初代大將軍缺乏足夠力量打敗黑魔神，最後更不幸陣亡。雖然頑馱無軍團後來擁立百之進繼位為「字音太君」，可惜最後仍遭暗黑軍團刺殺，雷頑馱無被逼出走，並在各地招攬年青武者，以重整旗鼓對抗，即是日後的「武者七人眾編」。
必殺技為海嘯斬。
而荒烈驅主以地之鎧繼承者身份出現，則使本已戰死的初代大將軍，以至面臨敗績的頑馱無軍團扭轉局勢，不單打敗暗黑軍團，更將歷史改變，使天下最終達致統一。
- 雷頑馱無（GUNDAM 4號機，但天下統一篇完成時RX-78 4號機是否已設計定案並出現尚待議）

鳳凰頑馱無之弟。「雷之神器」擁有者。年少氣盛，亦是兄長的副手。
按照正史，在初代大將軍（鳳凰）陣亡後，成為農民，並與兩位兒子生活。後來雷凰繼位，成為大將軍，日後成為將頑駄無。
必殺技為鬼火斬。

##### 參謀
- 百之進→字音太君（MSN-00100 Hyaku Shiki）：頑馱無軍團軍師，博學多才，通曉機械製作，亦負責出謀劃策。會持刀親赴戰場，有相當能力。

荒烈驅主穿越時空之前，按照歷史，百之進會在初代大將軍陣亡後，繼任為領袖，「字音太君」，意謂「偉大的貴族」。可惜即位不久，便遭闇軍團暗殺。遺孤百士貴、百鬼丸分別由將頑馱無及殺驅雲齋養育。
百之進繼任、再被暗殺的設定，是根據「機動戰士GUNDAM」中，吉翁‧祖‧戴肯的典故改編而成。
- 武者璽威武裝（G-Armor）

百之進按照古繪卷製作、可穿越時空的武器。可放出時空破為必殺技

###### 突忍
- 玄人斗吏·我髓（RGZ-91B Re-GZ Custom）

「武者七人眾」時代、吏·我髓之父。槍術高手，以敏捷的攻擊力壓倒敵人，實力足以與頑駄無匹敵。

###### 火忍
- 玄人斗里空出伊鮮姿（RMS-099(MSA-099) Rick Dias）

「武者七人眾」時代、里空出伊鮮姿之父。擁有不下於頑馱無的怪力。「玄人斗」音同日語「プロト」，即「試作型」的意思。
- 玄人斗璽武（RGM-79 GM）

活躍於後世的璽武（RGM-79 GM）、璽武通（RMS-179/RGM-79R GM II）之祖先。隸屬火忍，與玄人斗暴留在戰場上翻弄敵人。
- 頑巨炮（RX-77-2 Guncannon）

與「武者七人眾」時代與頑戰車（RX-75-4 Guntank）組成拍檔的頑巨炮，屬同一人物。兩肩大炮擁有強大火力，後方支援的能手。

###### 下忍
- 玄人斗暴留（RB-79 Ball）

構成頑駄無軍團最下層、下忍兵團的士兵。雖然與後世的暴留，同樣擅長團體戰，但兩者關係不明。

###### 若武者隊
即為在BB戰士17號「武者GUNDAM」說明書中所出現的「七人眾」前身，不過當時仍處於SD戰國傳的草創階段，「若武者」的名號尚不存在，在漫畫當中則是以日後的武者名號來表記。
- 武者頑駄無（RX-78-1 Prototype Gundam）

雷頑駄無之長子；若武者隊的首領，在眾人當中唯一擁有「武者」名號的人物。詳見「武者頑駄無」。
- 若武神頑駄無（MSZ-006 Zeta Gundam）

武神頑駄無之子，日後成為精太的異國武者。出身貴族之神箭手。詳見「精太頑駄無」。
- 若農丸頑駄無（RX-78-2 Gundam）

武者頑駄無之弟、雷頑駄無之次子，後來成為農丸頑駄無。農民出身的二刀流高手。詳見「農丸頑駄無」
- 若獅頑駄無（MSZ-010 ZZ Gundam）

獅頑駄無之子，炮術能手。日後成為駄舞留精太。詳見「駄舞留精太頑駄無」
- 若隼頑駄無（RX-178[AEUG] Gundam MK II[]）

隼頑駄無之子，擅長空戰的獵人。日後成為摩亞屈。詳見「頑駄無摩亞屈」
- 若龍頑駄無（RX-93 ν Gundam）

龍頑駄無之子，使用謎之萬能兵器。日後成為仁宇。詳見「仁宇頑駄無」
- 若犀頑駄無（MRX-009 Psyco Gundam）

犀頑駄無之子，體型巨大，怪力無雙，日後成為齋胡頑駄無。詳見「齋胡頑駄無」
- 頑駄無真惡參（MSF-007 Gundam Mk III）

詳見「頑駄無真惡參」

#### 四獸王
擁有四種猛獸「獅、隼、龍、犀」，隱居各地的高強武者，分別隱居在千尋之谷、舞鳥嶺、龍嗚寺及犀之河原。只要初代大將軍集齊代表四人力量的武器，便可大大提升戰力。（雖然如此，缺少地之鎧力量，面對黑魔神始終未能制勝。）
而四人之後裔，分別是：若獅（馱舞留精太）、若隼（摩亞屈）、若龍（仁宇）、若犀（齋胡）及齋胡犘亞屈（碎虎摩亞屈），在後世歷史中亦相當活躍。
- 獅頑馱無（MSZ-010 ZZ Gundam）

四獸王、頑舞留精太之父。擁有守護獸「白獅」。
於千尋之谷修行的武人，持有「神秘之銃」。曾試練欲求取該武器的鳳凰兄弟。
必殺技為波動擊。
- 隼頑馱無（RX-178[AEUG] Gundam MK II[]）

四獸王、摩亞屈之父。擁有守護獸「青隼」。
必殺技為天空擊。
- 龍頑馱無（RX-93-ν-2 ν Gundam）

四獸王、仁宇之父。擁有守護獸「紅龍」。
正史中先於三人去世，因而令兒子仁宇成為孤兒。不過荒烈驅主回到過去、改變歷史，相信亦有令結果改寫。
必殺技為昇龍波。
- 犀頑馱無（MRX-009 Psyco Gundam）

四獸王、齋胡及碎虎摩亞屈之父。擁有守護獸「紫犀」。
必殺技為玉碎擊。

#### 異國武者
- 武神頑駄無（MSZ-006 Zeta Gundam）

出身天宮之國西方、影舞亂夢的武將、「七人眾」精太之父，由於預感天宮出現危機，便以使者身份東渡而至。
天下統一後，武神頑馱無以功績為後人敬重，更特別建寺，以及立像紀念，直至續作「地上最強編」中黃虎璽作亂後，寺廟荒廢，原址亦成為以赤龍為首的義勇軍根據地，赤龍更在武神雕像面前，與白龍、蒼龍結義為兄弟。
必殺技為邪滅破。

#### 未來世界
- 影荒烈驅主頑駄無

背負著地之影以及月之守護星，他為守護消失之荒烈驅主的地位，而以荒烈驅主之影武者的身分活下來。在三代目大將軍亡故之後，他一個人在黑暗的未來世界孤獨地等待著荒烈驅主的歸來，並將所發生的一切全盤的告訴荒烈驅主。
必殺技為月光斬。

#### 殺驅一族
- 殺驅（原創）

時穩國國主，亦是「殺驅一族」的領袖。
原本與頑馱無軍團是盟友關係，初代大將軍及字音太君先後身故後，黑魔神為了將時隱完全控制，便對殺驅施展魔力將其洗腦，令他成為殺驅頭，暗黑軍團結合時隱，亦改稱「闇軍團」，與舊日戰友、成為將頑馱無的雷，形成對峙局面。
荒烈驅主改變歷史後，由於黑魔神被消滅，殺驅決定率領時隱之國與頑馱無軍團合併，成為「天宮之國」。
單行本「SD GUNDAM風雲錄」，與模型說明書版本，對殺驅有各自描述。例如保護雷頑馱無令左眼受傷失明的情節，在說明書漫畫中是被箭擊中，但在單行本漫畫中則是被刀擊中。而在野心方面，風雲錄中殺驅被荒烈驅主惹怒後，躲了在暗角盤算陰謀。說明書版本則由始至終，都是以殺驅都是被黑魔神控制下，才變成壞人作為定論。
- 初代殺驅三兄弟

殺驅的部屬，在武者七人眾篇中的殺驅三兄弟為他們的後代，名字來源機動戰士鋼彈中薩比家三兄弟（技連＝基連·薩比、怒銳＝德茲魯·薩比、驅舞＝卡爾瑪·薩比）。
- 技連（MS-06R-1 黑色三連星專用Zaku II）

初代殺驅三兄弟長兄，頭腦明晰、冷靜有城府的戰略家，為達目的，可以不擇手段，
- 怒銳（MS-06F[D.Z] 德茲魯専用Zaku II）

初代殺驅三兄弟二弟，勇猛剛烈，作戰時習慣身先士卒，因此深得部下愛戴。
- 驅舞（MS-06Fs[G.Z] 卡爾瑪專用Zaku II）

### 黑暗軍團
為活躍於後世的「七人眾篇」及「風林火山篇」的闇軍團前身。戰後大部份成員均已全滅，餘眾則為日後闇軍團再重新收編。
- 黑魔神

黑暗軍團首領。正史中，打敗初代大將軍，並成為「闇皇帝」，然而荒烈驅主回到過去，改變歷史，黑魔神反勝為敗。
- 黑魔神闇皇帝

闇皇帝穿越時空，與過去的「自己」黑魔神合體而成。
- 龍將（AMX-107 Bawoo+Bawoo Attacker）＋飛將（AMX-102 Zssa+Bawoo Nutter）＝龍將飛將

侍奉黑暗軍團的兩大幹部「龍將」「飛將」，其後與黑魔神一樣，被三武將殺死後，黑魔神闇皇帝再使兩人復活，更賦予新力量，兩人可合體成「龍將飛將」。
龍將飛將必殺技為雙刀斬,邪炎擊,雙炎彈
- 移動型要塞·飛驅塞蟲（MA-08 Big Zam）

巨大移動要塞，亦為暗黑軍團最終兵器，由兩大幹部、龍將及飛將操縱，以接近無敵的裝甲及火力，令頑馱無軍團陷入苦戰。

#### 機動爆擊部隊
- 我坐士伊（AMX-003 Gaza-C）

暗黑軍團成員，出身惡沈一族，可變成炮台進行密集炮火攻擊。在軍團中較我坐出伊低級。
- 我憎霧（AMX-008 Ga-Zowmn）

與我坐士伊共同組成機動爆擊部隊，特徵是高機動性及重武裝。

#### 電擊部隊
- 怒宇勉狼（AMX-014 ドーベン·ウルフ/Dooben-Wolf）

電擊部隊隊長，重視堂堂正正的戰鬥，被評價為「軍團第一武人」。大戰後族人全滅，只剩下怒宇勉狼一人，人稱「一匹狼」。
- 刃威悪乱（RX-160 バイアラン/Byalant）

電擊部隊副官。重視上級與下屬的關係，可惜在龍將飛將無情的計策下，悲壯地走上末路。

#### 飛忍
- 滅殺荒（PMX-000 Messala）

暗黑軍團飛忍。特技是與虐風亂共同使出的空中殺法。兩肩巨炮，火力在我憎霧之上，可同時在空中及陸上發揮力量。
- 虐風亂（ORX-005 Gaplant）

暗黑軍團所屬的飛忍。兩腕的盾牌裝有武器，可發射針狀霰彈炮。性格冷酷無情，為求得勝，不擇手段。

##### 下忍
- 狩刃電威有破（MS-17 Galbaldy α）

下忍中的上層角色，慣使大刀，對武藝相當自負，矢志追求與強者交手，愛好與對手以刀術決勝負。統領我流速侍影。後來繼續成為闇軍團下忍成員。
- 我流速侍影（AMX-101 Galluss-J）

黑暗軍團下忍中，最下層忍者。闇軍團成立後，再編入雜魚，地位更在其之下。

## 關於時空轉移前的歷史
「天下統一篇」中，荒烈驅主回到過去，令SD戰國傳歷史發展，產生關鍵性影響。至於在荒烈驅主出現之前的歷史，故事中並無仔細交待。
按照原有歷史發展，鳳凰的確成為大將軍，同時亦找到四獸王襄助。然而本應齊集的「天地雷」三神器，卻由於「地之神器」擁有者始終未曾出現，只有代表「天之神器」的鳳凰、及「雷之神器」的雷頑馱無兩兄弟，獲得繼承力量。結果大將軍亦由於缺少地之力，被黑魔神所殺。
頑馱無軍團失去大將軍，以雷頑馱無為首，擁立軍師百之進為首腦，號「字音太君」。卻令軍團內部出現分歧，殺驅一族首領殺驅，率領本國（時隱之國）武者，起而獨立，與軍團成對峙之局。日後其更以此為基礎，建立「闇軍團」，由此令天下陷入長達數十年的戰爭。
而字音太君即位不久，便不幸遭闇軍團刺殺。兩大巨頭相繼去世，雷頑馱無孤掌難鳴，只好與兩名兒子—武者頑馱無及若農丸頑馱無，化成農民，隱姓埋名，靜待東山再起之日。同時，又分別安排字音太君的兩子：原名「飛夜紅死鬼」的「百士貴」收養由自己來加以教育，其弟百鬼丸，則由忍者仙人、殺驅雲齋所撫養。
大戰過後，龍頑馱無戰死，遺下兒子若龍頑馱無一人，獨自於龍鳴寺修行，而犀頑馱無之子「若犀頑馱無」及「齋胡摩亞屈」亦落草為寇，成為山賊。後來若犀被若龍打敗，兩人亦成為同伴。卻令齋胡摩亞屈對兄長失望，因而投靠闇軍團，日後成為「惡沈一族」首領「碎虎摩亞屈」。
隼頑馱無之子若隼頑馱無，曾在樹林中救出雷頑馱無，因而被其招攬，更從若農丸身上，學會「農民二刀流」。而獅頑馱無之子「若獅」、武神之子「若武神」及「武者真惡參」亦相繼加入。武者八人眾齊集，頑馱無軍團復興在望。
最後，曾經一度失蹤，鳳凰頑馱無之子、雷凰頑馱無的出現，令軍團得以重建。雷頑馱無以叔父身份輔政，號「將頑馱無」，若武者隊武藝大大提高，大部份成員亦由「若武者」正式變成「武者」。
之後故事發展，便是日後的「武者七人眾篇」。

## 用語
謎之卷軸
神秘的書卷，經軍師百之進解讀後，製作出穿越時空的裝備「璽威武裝」。
四神器
四獸王之武器，分別為：瞬發之銃（獅）、豪力之盾（犀）、飛翔之劍（隼）、神秘之槍（龍）。
邪滅之矢：
擁有消滅邪魔力量的弓箭，為歷代神箭手所使用。根據後來使用者「百烈將頑馱無」漫畫所載，此箭能在不傷害光之武者的情況下，將邪力消滅，並解放出受控制者。
西方異國
武神頑馱無故鄉，即是「地上最強編」中的「影舞亂夢」。

## 天下諸國
在頑馱無軍團與暗黑軍團對峙的歷史中，天下曾被分割為各小諸侯國。四大將軍消滅黑魔神闇皇帝後，天下統一，諸國亦透過合併領土，逐漸融合。
天下諸國，曾在「武者七人眾編」OVA「暴終空城爭奪戰」中出現過名稱。
時隱之國
時隱是暗軍團的實質首領，亦是殺驅的出生地。後來成為「新時隱」。
彩土七
「武者七人眾編」中頑馱無軍團的據點，以初代頑馱無城為首府，西南鄰近舞鳥嶺、西臨犀之河原、東面則與敵對的惡沈一族接壤。
天下統一後，歷史被改變，彩土七亦成為新國家「光爐波」的一部份。
月見之原／月月之國(ムーン・ムーン)
位處頑馱無軍團東方、暗黑軍團西方、南臨犀之河原、北接的龍嗚寺、西北鄰近千尋之谷、西南毗鄰舞鳥嶺的平原，也是兩方陣營主戰場。「七人眾編」後成為「月月之國」。
名稱來自機動戰士GUNDAM_ZZ殖民衛星「Moon Moon」(ムーン・ムーン)
光爐波
將月月國、彩土七等國合併後建立的新國家，國主為四代目大將軍，其後建都於於雄得山的於雄得村附近，名為「光神城」。
阻路門(ソロモン)
位處邪武樓南方，該地曾在七人眾時期，發生「阻路門之亂」的戰事。
名稱來自吉翁宇宙要塞「所羅門」，該處曾經爆發著名的「所羅門戰役」。
邪武樓
千尋之谷所在國家。
霸道和
阻路門與邪武樓合併的國家，以「天地城」為中心。
污泥砂
犀之河原附近，地瀕海岸的國家。
愚羅灘
擁有惡無霸域夢山的國家。
惡無霸域夢山
位於月見之原東方的睡火山，自古以來是會戰、修行的著名場所。既曾成為暴虐之徒的根據地，也是天宮守護神「結晶鳳凰」沉睡地鳳凰之岩所在，同時也是埋藏機動武者大鋼的秘密場所，該地曾發生多次成為歷史轉捩點的事件。
破射音
污泥砂與愚羅灘合併的國家，以「新頑馱無城」為中心。
碎惡銳
空離舞巢與濁河流合併的國家，由初代大將軍統治，以「鳳凰城」為中心。
新時隱
「天下統一編」後，除惡沈一族外，時隱及其周邊諸國合併的新國家。